# Diphallie

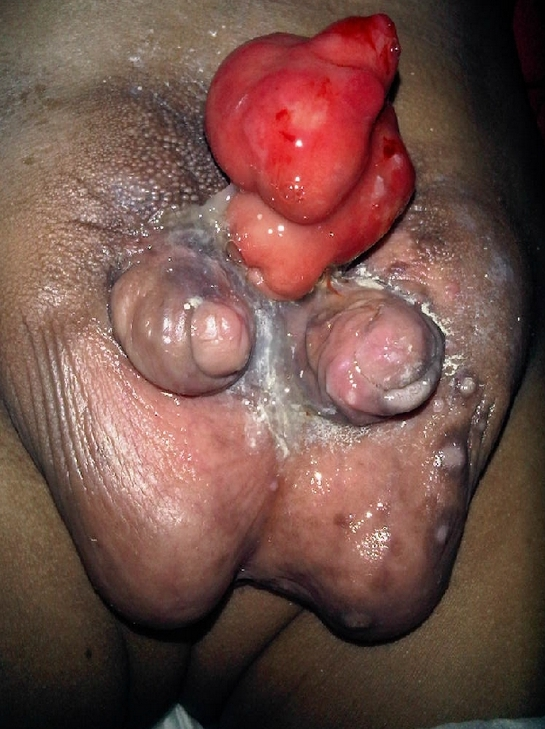

Diphallie (von griechisch δι- di- „zweifach“ und φαλλός phallós „Penis“) ist eine sehr seltene Genitalfehlbildung mit Doppelbildung des Penis. Sie tritt beim Menschen nur einmal unter rund 5,5 Millionen Neugeborenen auf. In der Literatur wurden bisher etwa 100 Fälle beschrieben. Der erste bekannte Fall datiert auf das Jahr 1609 in Bologna. Über die Häufigkeit bei anderen Säugetieren finden sich bislang keine Angaben. Die Ausbildung eines Diphallus ist nicht zu verwechseln mit dem physiologischerweise paarigen Hemipenis der Schuppenkriechtiere.
Aufgrund der sehr geringen Inzidenz beruhen Erklärungsversuche zur Entwicklung dieser Embryopathie überwiegend auf Vermutungen: Zwischen dem 23. und 25. Tag der Schwangerschaft trennt sich beim Embryo im hinteren Bereich des Mesoderms der Geschlechtshöcker von Sinus urogenitalis und Mastdarm, um den Penis auszuformen. Fruchtschädigende Einflüsse während dieser Phase, die zu Fehlfunktionen im Bereich der Homeobox-Gene führen, könnten eine Verschmelzung der paarigen Anlagen des Penis behindern.
Meist ist einer der beiden Penisse stärker ausgebildet als der andere. Die Dopplung kann sich über die gesamte Penislänge ziehen (Diphallus bifidus) oder sich auf den Bereich der Eichel beschränken (Diphallus glandularis). Die Diphallie geht häufig einher mit weiteren Fehlbildungen des Urogenitaltraktes und des Mastdarms, beispielsweise Hypospadie und Spaltung des Hodensackes. Die Penisse können sich neben- oder übereinander, dicht beieinander oder in einigem Abstand voneinander befinden. Urin kann entweder durch einen oder durch beide abgegeben werden. Die Betroffenen sind zumeist unfruchtbar.